# Казанский, Евгений Сергеевич
Евге́ний Серге́евич Каза́нский (23 января (4 февраля) 1896 — 26 сентября 1937) — советский военачальник, комдив (1935).

## Биография
Уроженец Орловской губернии. Сын русского православного священника.
В 1911 году окончил Ливенское духовное училище, затем 4 класса Орловской духовной семинарии.

### Первая мировая война
Во время войны подлежал досрочному призыву на действительную военную службу. В службу вступил добровольно 21 июня 1915 года на правах вольноопределяющегося и был зачислен рядовым в 218-й запасный пехотный батальон Русской императорской армии, расквартированный в губернском городе Тифлисе. Пройдя курс учебной команды, был произведен в младшие унтер-офицеры и в конце августа 1915 года командирован на учёбу в 3-ю Тифлисскую школу для подготовки офицеров в военное время. Успешно окончив 3-х месячный учебный курс школы, он 1 декабря 1915 года был произведен начальником Кавказского военного округа в прапорщики армейской пехоты.
С 9 июня 1916 года — участник военных действий на Кавказском фронте в составе 507-го пехотного Речицкого полка 127-й пехотной дивизии 5-го Кавказского армейского корпуса, возвращённого к тому времени из Юго-Западного фронта (с Украины) в состав Кавказской армии. Служил в 6-й роте младшим офицером, участвовал в боях. В начале сентября 1916 года заболел брюшным тифом и был эвакуирован в Тифлис на лечение (в лазарет № 38 поступил 6 сентября, лечился там от малокровия после перенесённого тифа).
На 20 декабря 1916 года прапорщик Казанский — младший офицер 6-й роты полка, награжденный орденом Святого Станислава 3-й степени с мечами и бантом, холост; с 6 декабря находился в  командировке в 213-м пехотном запасном полку, временно подчинённому 127-й пехотной дивизии, для установления связи.
В феврале 1917 года был произведен в подпоручики, в октябре того же года — в поручики.
После Февральской революции примкнул к большевикам и уже в апреле 1917 года вступил в большевистскую партию. Вёл агитацию среди солдат в Батуми. В конце 1917 года командовал ротой, пулеметной командой полка, врид командира батальона.

### Гражданская война в России
В июле 1918 года, во Владикавказе, добровольно вступил в Красную армию Советской России рядовым красноармейцем. Отличился в боях в августе 1918 года, когда Владикавказ попытались захватить «белые» казаки: был пулемётчиком, затем командиром бронемашины, командиром вооружённого отряда местных рабочих. После победы «красных» в тех боях был назначен на должность начальника Владикавказского училища «красных» командиров 11-й армии. Участвовал в оборонительных боях за Грозный.
После победы «белых» войск Деникина на Северном Кавказе на протяжении всего 1919 года находился «в подполье», занимался организацией сопротивления в тылу Добровольческой армии, преимущественно в губернском городе Баку. Был выслежен, под угрозой ареста бежал в Грузию.
В Грузии был арестован и посажен в Метехский замок. После освобождения, совместно с Комитетом освобождения Черноморской губернии, формировал партизанские отряды на Черноморском побережье. Начиная с января 1920 года, возглавлял «зелёную» Черноморскую повстанческую армию, которая вела бои в тылу «белых» деникинских войск.
В июне 1920 года отозван в Петроград, назначен помощником начальника 6-х Петроградских пехотных курсов. Во время Кронштадтского восстания назначен командующим Северного боевого участка, сформированного, в основном, из курсантов петроградских военных учебных заведений, в марте 1921 года участвовал в штурме крепости.

### После гражданской войны
После гражданской войны — на различных командных должностях в армии. С апреля 1921 года — начальник и комиссар Петроградской пехотной школы имени Э. М. Склянского, в 1924 году и сам окончил военно-академические курсы высшего комсостава РККА, после чего продолжал командовать училищем. Тогда же был сторонником «Ленинградской оппозиции».
С января 1926 года — командир 2-й Туркестанской стрелковой дивизии, а с марта того же года — 1-й Туркестанской стрелковой дивизии, участник боевых действий по ликвидации басмачества в Средней Азии.
С декабря 1928 года — командир и военком 2-й Кавказской стрелковой дивизии имени тов. Степина. С января 1930 года — командир и военком 13-й Дагестанской стрелковой дивизии. С февраля 1932 года — начальник штаба, а спустя год — начальник Управления военно-учебных заведений Главного управления РККА. Комдив (с 20.11.1935).
С февраля 1936 года — командир и военком 5-го стрелкового корпуса в Белорусском военном округе. Одновременно с ноября 1934 по февраль 1936 — член Военного совета наркомата обороны СССР.
Находясь на военной службе, избирался в органы советской власти: член ЦИК Туркменской ССР и член ЦК Компартии Туркмении (1927—1929), член ЦИК Азербайджанской ССР и ЦИК Закавказской СФСР.
16 мая 1937 года был арестован. Внесен в Сталинские расстрельные списки от 22 сентября 1937 года. Приговором Военной коллегии Верховного суда СССР от 26 сентября 1937 года признан виновным в участии в военном заговоре и приговорен к расстрелу. Приговор приведен в исполнение в тот же день. Указом Президиума Верховного Совета СССР от 25 августа 1938 года лишен государственных наград и Почётного революционного оружия. Определением Военной коллегии от 30 июня 1956 года посмертно реабилитирован. В апреле 1967 года посмертно восстановлен в правах на советские награды.

## Награды
- Орден Святого Станислава 3-й степени с мечами и бантом (30.09.1916)[2]
- Два ордена Красного Знамени РСФСР (24.10.1925), — «…первично: за боевые отличия, оказанные им в бытность командиром бронемашины в августе 1918 года в районе Владикавказа, и вторично — за боевые отличия в апреле 1920 года в должности командующего повстанческой армией Черноморья».[13]
- Почётное революционное оружие (03.06.1921), — «…за выдающиеся доблесть и мужество, проявленные им при штурме крепости Кронштадт в 1921 году, а также за умелое управление во время боя войсками вверенной ему группы, которая лихим ударом овладела 5 фортами, что ближайшим образом и содействовало взятию крепости».[14]
- Орден Трудового Красного Знамени Туркменской ССР (23.02.1928)